# Gare de Bordeaux-Bastide
Pour les articles homonymes, voir Gare de Bordeaux.
La gare de Bordeaux-Bastide, anciennement gare d'Orléans, a été inaugurée le 20 septembre 1852 pour accueillir le chemin de fer Paris-Bordeaux.
Le bâtiment, situé quai des Queyries dans le quartier de la Bastide accueille aujourd'hui un complexe de salles de cinéma et des restaurants.

## Situation ferroviaire
Cette gare est située au point kilométrique (PK) 581,7 de la ligne de Lormont à Bordeaux-Bastide déclassée dans sa partie terminale. Son altitude est de 6 m.

## Histoire
La gare Bordeaux-Bastide, édifiée en 1852, est l'une des plus anciennes gares de France. Le 20 septembre 1852, elle accueillit ses premiers trains en direction d'Angoulême. Les premiers trains en provenance de Paris arrivèrent en juillet 1853.
En 1859, une halle marchandise est construite, ainsi que la Halle des Magasins Généraux de Bordeaux, premier embranchement privé de la Bastide.
Le 25 août 1860, le pont sur la Garonne surnommé passerelle Eiffel a permis la liaison ferroviaire entre ce réseau et celui de la compagnie du Midi, propriétaire de la ligne de Bordeaux-Saint-Jean à Sète-Ville. Dès 1861, elle se retrouve ainsi amputée d'une partie de son trafic passager au profit de la gare Saint-Jean.

Elle accueillera un trafic passagers d'intérêt local jusqu'en 1951 pour se retrouver complètement abandonnée en 1990.

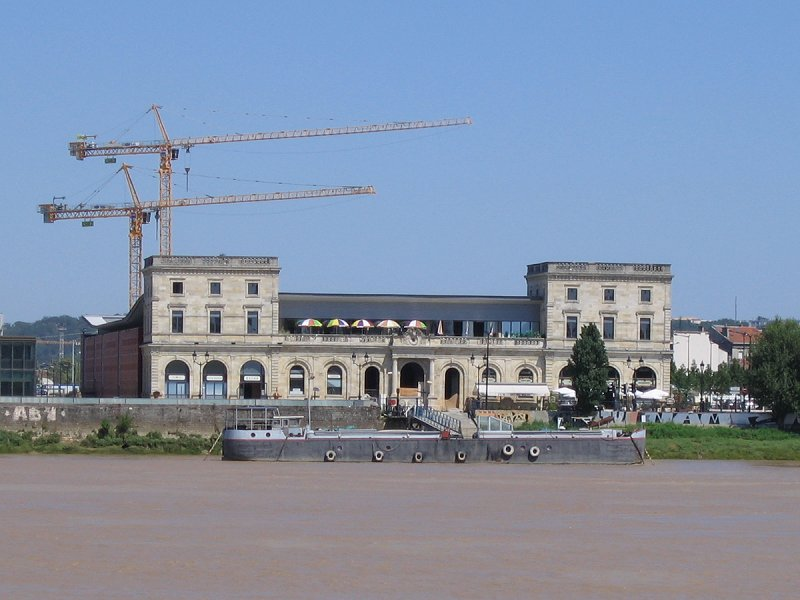
La gare en 2005, en cours de transformation en cinéma.

## Architecture

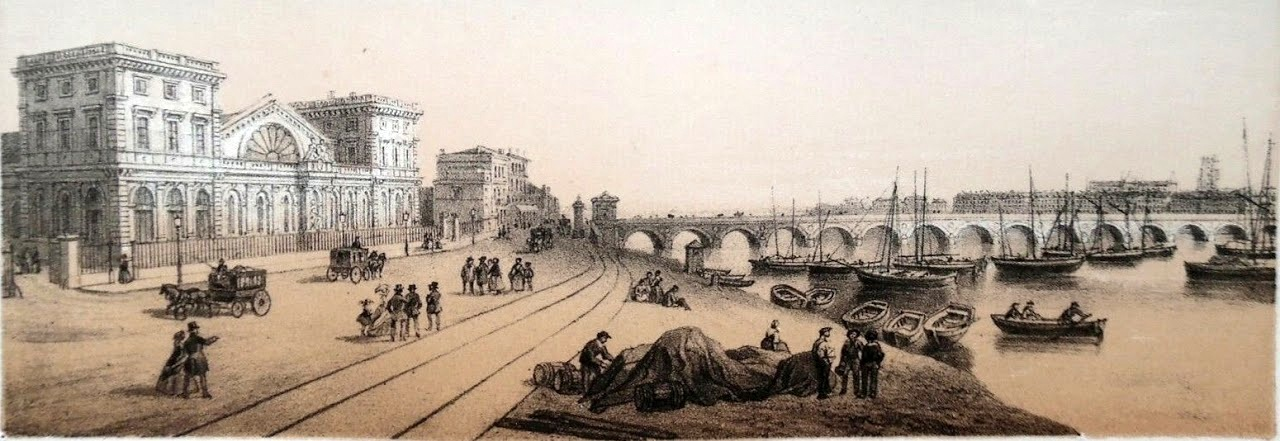
Vers 1905.

Son architecture en prolongement du néo-classicisme bordelais, a été conçue par M. Darru, architecte de la compagnie du chemin de fer de Paris à Orléans et l’ingénieur Pépin-le-Haleur. Elle présente un plan en U, typique d'une gare tête de ligne, constitué d'un corps central et de deux ailes en retour. 

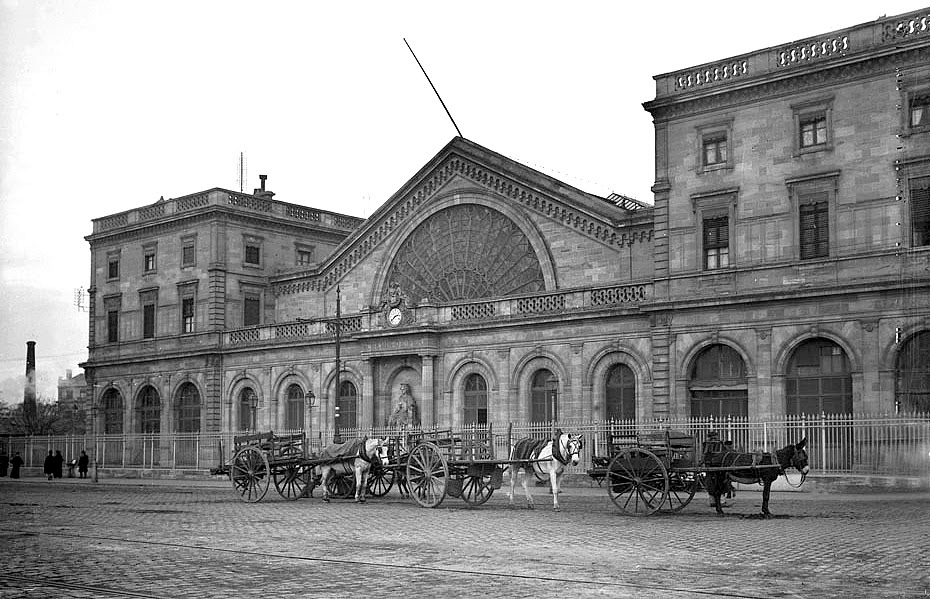
Vers 1905.

La façade sur la Garonne présente deux pavillons d’angle. Elle est percée d’une demi-rosace pour éclairer le hall des voyageurs protégé par une halle métallique sur une longueur de 90 m. Cette halle s'est effondrée en 1950. De même la statue monumentale de cette façade a disparu. Les façades et toitures de la gare, les salles d'attente de l'aile nord avec leur décor, les façades et toitures de l'ancienne remise des voitures et du bureau des douanes font l’objet d’une inscription au titre des monuments historiques depuis le 28 décembre 1984.

## Démantèlement
Le bâtiment des voyageurs n'est plus desservi par aucune voie ; il est aujourd'hui la propriété de Bordeaux Métropole. Les infrastructures ferroviaires ont été reportées 450 m en arrière, où un service marchandises a été maintenu jusqu'au XXIe siècle. La destruction de la gare marchandise a commencé le 14 octobre 2014.

## Galerie

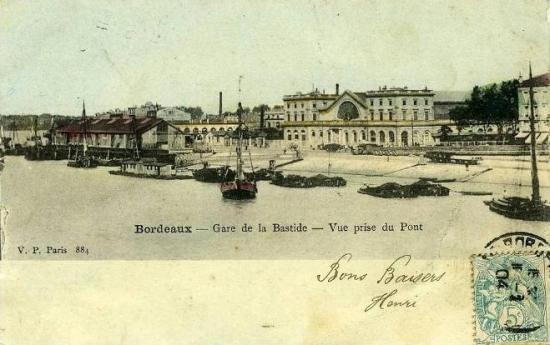
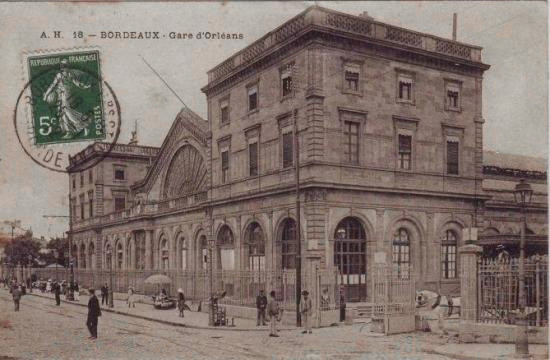
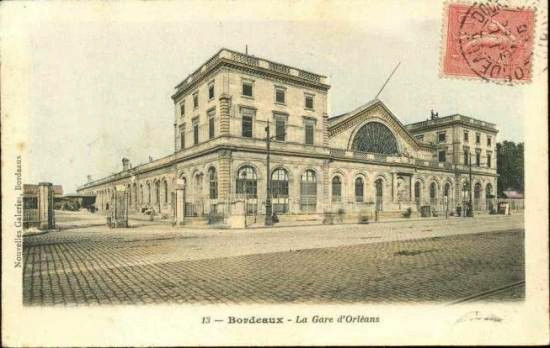
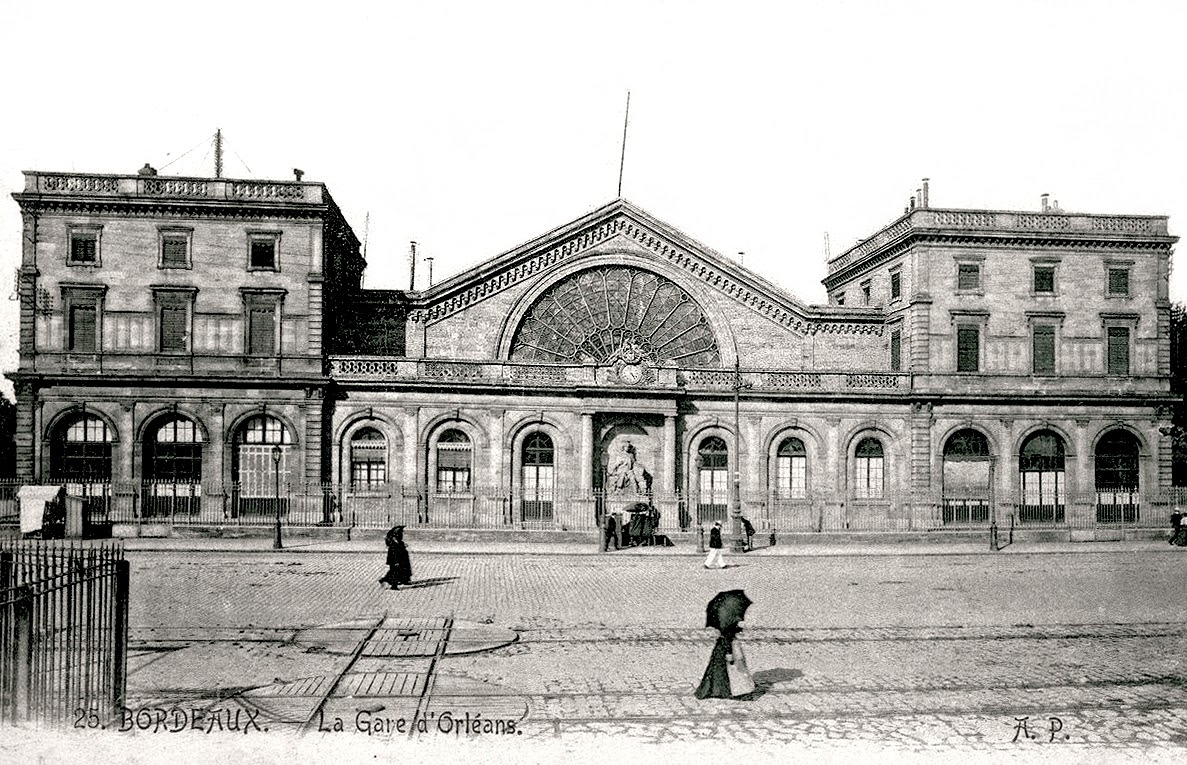
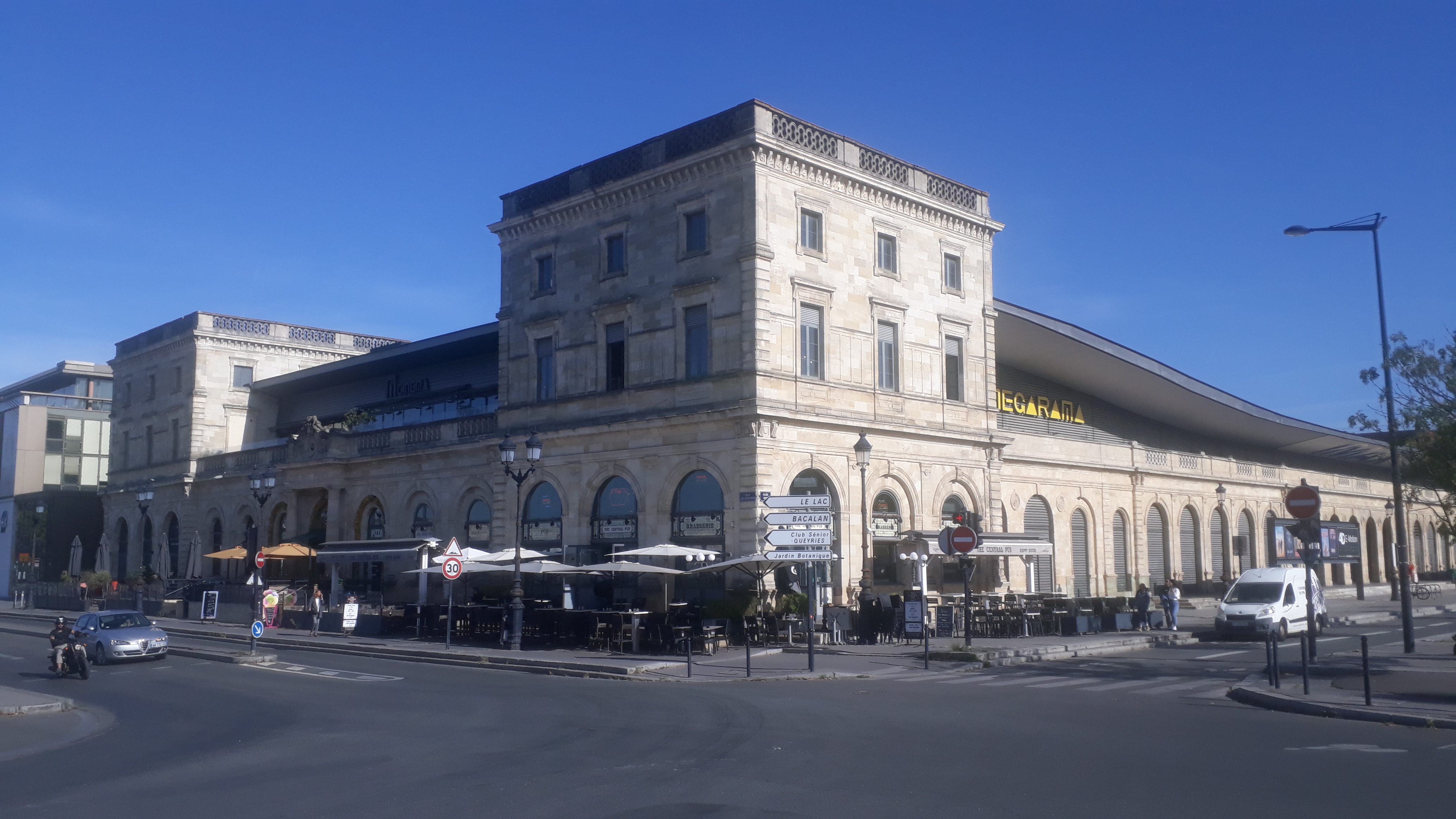
En 2023.